# Edward Trippas
Edward „Ed“ Trippas (* 22. September 1998 in Sydney) ist ein australischer Leichtathlet, der sich auf den Hindernislauf spezialisiert hat.

## Sportliche Laufbahn
Erste internationale Erfahrungen sammelte Edward Trippas bei den Crosslauf-Weltmeisterschaften 2017 in Kampala, bei denen er nach 26:51 min den 67. Platz im U20-Rennen belegte. Im selben Jahr begann er ein Studium an der Princeton University in den Vereinigten Staaten. 2021 nahm er über 3000 m Hindernis an den Olympischen Sommerspielen in Tokio teil und schied dort mit 8:29,90 min im Vorlauf aus. Im Jahr darauf verpasste er bei den Weltmeisterschaften in Eugene mit 8:23,83 min den Finaleinzug und anschließend belegte er bei den Commonwealth Games in Birmingham in 8:37,42 min den siebten Platz.

## Persönliche Bestleistungen
- 3000 m Hindernis: 8:19,60 min, 29. Juni 2021 in Castellón de la Plana